# UCI America Tour 2011
Navigation
Édition précédente Édition suivante
L'UCI America Tour 2011 est la septième édition de l'UCI America Tour, l'un des cinq circuits continentaux de cyclisme de l'Union cycliste internationale. Il est composé de 31 compétitions, organisées du 16 octobre 2010 au 17 septembre 2011 en Amérique.

## Calendrier des épreuves

### Octobre 2010
| Date  | Course                                     | Pays      | Classe | Vainqueur       | Équipe       |
| ----- | ------------------------------------------ | --------- | ------ | --------------- | ------------ |
| 16-24 | Tour du Brésil-Tour de l'État de Sao Paulo | Brésil    | 2.2    | Gregolry Panizo | Clube DataRo |
| 20-31 | Tour du Guatemala                          | Guatemala | 2.2    | Giovanni Báez   | EPM-UNE      |

### Novembre 2010
| Date  | Course             | Pays     | Classe | Vainqueur   | Équipe                               |
| ----- | ------------------ | -------- | ------ | ----------- | ------------------------------------ |
| 7-14  | Tour de Bolivie    | Bolivie  | 2.2    | Óscar Soliz | EBSA                                 |
| 19-22 | Tour de l'Équateur | Équateur | 2.2    | Byron Guamá | Concentración Deportiva de Pichincha |

### Décembre 2010
| Date  | Course             | Pays       | Classe | Vainqueur         | Équipe                           |
| ----- | ------------------ | ---------- | ------ | ----------------- | -------------------------------- |
| 2-5   | Tour du Paraguay   | Paraguay   | 2.2    | Luis Martinez     | Equipo Porongos                  |
| 17-29 | Tour du Costa Rica | Costa Rica | 2.2    | Juan Carlos Rojas | Junta de Protección Social-Giant |

### Janvier
| Date  | Course           | Pays      | Classe | Vainqueur       | Équipe                    |
| ----- | ---------------- | --------- | ------ | --------------- | ------------------------- |
| 12-23 | Tour du Táchira  | Venezuela | 2.2    | Manuel Medina   | Gobierno Del Zulia        |
| 17-23 | Tour de San Luis | Argentine | 2.1    | Marco Arriagada | Équipe nationale du Chili |
| 27-6  | Tour du Chili    | Chili     | 2.2    | Gonzalo Garrido | T Banc-Skechers           |

### Février
| Date  | Course                             | Pays                   | Classe | Vainqueur | Équipe                        |
| ----- | ---------------------------------- | ---------------------- | ------ | --------- | ----------------------------- |
| 20-27 | Vuelta a la Independencia Nacional | République dominicaine | 2.2    | Tomás Gil | Équipe nationale du Venezuela |

### Mars
| Date  | Course                           | Pays    | Classe | Vainqueur     | Équipe                              |
| ----- | -------------------------------- | ------- | ------ | ------------- | ----------------------------------- |
| 8-13  | Rutas de América                 | Uruguay | 2.2    | Jorge Soto    | Club Porongos                       |
| 15-19 | Tour de l'Intérieur de São Paulo | Brésil  | 2.2    | Flavio Reblin | Memorial-Prefeitura De Santos-Giant |

### Avril
| Date  | Course           | Pays    | Classe | Vainqueur     | Équipe                     |
| ----- | ---------------- | ------- | ------ | ------------- | -------------------------- |
| 13-17 | Tour de Gravataí | Brésil  | 2.2    | Renato Seabra | Clube DataRo-Foz do Iguaçu |
| 15-24 | Tour d'Uruguay   | Uruguay | 2.2    | Iván Casas    | Boyacá es Para Vivirla     |

### Mai
| Date  | Course                                                      | Pays       | Classe | Vainqueur          | Équipe                       |
| ----- | ----------------------------------------------------------- | ---------- | ------ | ------------------ | ---------------------------- |
| 6     | Championnats panaméricains - contre-la-montre               | Colombie   | CC     | Leandro Messineo   | Équipe nationale d'Argentine |
| 8     | Championnats panaméricains - course en ligne                | Colombie   | CC     | Gregolry Panizo    | Équipe nationale du Brésil   |
| 14    | Clásico Aniversario de la Federación Venezolana de Ciclismo | Venezuela  | 1.2    | Ángel Pulgar       | Lara-Fúndela                 |
| 15    | Copa Federación Venezolana de Ciclismo Corre por la Vida    | Venezuela  | 1.2    | Miguel Ubeto       | Lotería del Táchira          |
| 15-22 | Tour de Californie                                          | États-Unis | 2.HC   | Christopher Horner | RadioShack                   |

### Juin
| Date  | Course                                     | Pays       | Classe | Vainqueur         | Équipe                       |
| ----- | ------------------------------------------ | ---------- | ------ | ----------------- | ---------------------------- |
| 2-5   | Coupe des nations Ville Saguenay           | Canada     | 2.Ncup | Christopher Juul  | Équipe nationale du Danemark |
| 5     | TD Bank International Cycling Championship | États-Unis | 1.HC   | Alex Rasmussen    | HTC-Highroad                 |
| 12-26 | Tour de Colombie                           | Colombie   | 2.2    | Félix Cárdenas    | GW Shimano                   |
| 14-19 | Tour de Beauce                             | Canada     | 2.2    | Francisco Mancebo | Realcyclist.com              |

### Juillet
| Date  | Course             | Pays       | Classe | Vainqueur         | Équipe                   |
| ----- | ------------------ | ---------- | ------ | ----------------- | ------------------------ |
| 9-17  | Tour de Martinique | Martinique | 2.2    | Guillaume Malle   | Véranda Rideau Sarthe 72 |
| 13-24 | Tour du Venezuela  | Venezuela  | 2.2    | Pedro Gutiérrez   | Gobernación del Zulia    |
| 27-31 | Tour de Rio        | Brésil     | 2.2    | Juan Pablo Suárez | EPM-UNE                  |

### Août
| Date  | Course                                       | Pays       | Classe | Vainqueur       | Équipe            |
| ----- | -------------------------------------------- | ---------- | ------ | --------------- | ----------------- |
| 5-7   | Tour of Elk Grove                            | États-Unis | 2.2    | Luis Amarán     | Jamis-Sutter Home |
| 5-14  | Tour cycliste international de la Guadeloupe | France     | 2.2    | Boris Carène    | Gwada Bikers 118  |
| 9-14  | Tour de l'Utah                               | États-Unis | 2.1    | Levi Leipheimer | RadioShack        |
| 22-28 | Tour du Colorado                             | États-Unis | 2.1    | Levi Leipheimer | RadioShack        |

### Septembre
| Date | Course             | Pays       | Classe | Vainqueur | Équipe         |
| ---- | ------------------ | ---------- | ------ | --------- | -------------- |
| 17   | Univest Grand Prix | États-Unis | 1.2    | Ryan Roth | SpiderTech-C10 |

### Épreuves annulées
| Date             | Course                               | Pays       | Classe | Cause |
| ---------------- | ------------------------------------ | ---------- | ------ | ----- |
| 8-20 février     | Tour de Cuba                         | Cuba       | 2.2    | [ 2 ] |
| 10-17 avril      | Tour du Mexique                      | Mexique    | 2.2    | [ 2 ] |
| 16 avril         | Tour of the Battenkill               | États-Unis | 1.2    | [ 3 ] |
| 27 avril-1er mai | Tour of the Gila                     | États-Unis | 2.2    | [ 3 ] |
| 11-15 mai        | Doble Sucre Potosí Gran Premio       | Bolivie    | 2.2    | [ 2 ] |
| 18-22 mai        | Tour de Santa Catarina               | Brésil     | 2.2    | [ 2 ] |
| 1-5 juin         | Tour du Paraná                       | Brésil     | 2.2    | [ 2 ] |
| 5 juin           | Clásico San Antonio de Padua Guayama | Porto Rico | 1.2    | [ 4 ] |
| 11 juin          | Chrono Gatineau                      | Canada     | 1.2    | [ 2 ] |

## Classements finals
| #   | Coureur           | Pays       | Équipe                                 | Pts |
| 1.  | Miguel Ubeto      | Venezuela  |                                        | 180 |
| 2.  | Gregolry Panizo   | Brésil     | Clube Dataro de Ciclismo-Foz do Iguaçu | 179 |
| 3.  | Sergio Henao      | Colombie   | Gobernación de Antioquia               | 151 |
| 4.  | Manuel Medina     | Venezuela  |                                        | 144 |
| 5.  | Juan Pablo Suárez | Colombie   | EPM-UNE                                | 135 |
| 6.  | Gonzalo Garrido   | Chili      |                                        | 131 |
| 7.  | Renato Seabra     | Brésil     | Clube Dataro de Ciclismo-Foz do Iguaçu | 123 |
| 8.  | Jorge Soto        | Uruguay    |                                        | 110 |
| 9.  | Juan Carlos Rojas | Costa Rica |                                        | 109 |
| 10. | Marco Arriagada   | Chili      |                                        | 108 |
| 11. | Darío Díaz        | Argentine  |                                        | 108 |
| 12. | Iván Casas        | Colombie   |                                        | 93  |
| 13. | Arnold Alcolea    | Cuba       |                                        | 92  |
| 14. | José Serpa        | Colombie   | Androni Giocattoli-CIPI                | 88  |
| 15. | Luis Mansilla     | Chili      |                                        | 88  |
| 16. | Boris Carène      | Guadeloupe |                                        | 87  |
| 17. | Carlos Gálviz     | Venezuela  | Movistar Continental                   | 85  |
| 18. | Tomás Gil         | Venezuela  |                                        | 84  |
| 19. | Byron Guamá       | Équateur   | Movistar Continental                   | 82  |
| 20. | Francisco Mancebo | Espagne    | RealCyclist.com                        | 81  |

| #   | Équipe                                 | Pays       | Pts |
| 1.  | EPM-UNE                                | Colombie   | 371 |
| 2.  | Clube Dataro de Ciclismo-Foz do Iguaçu | Brésil     | 360 |
| 3.  | Movistar Continental                   | Colombie   | 354 |
| 4.  | Funvic-Pindamonhangaba                 | Brésil     | 309 |
| 5.  | Gobernación de Antioquia               | Colombie   | 286 |
| 6.  | Team SpiderTech-C10                    | Canada     | 213 |
| 7.  | UnitedHealthcare                       | États-Unis | 153 |
| 8.  | Androni Giocattoli-CIPI                | Italie     | 153 |
| 9.  | Jamis-Sutter Home                      | États-Unis | 144 |
| 10. | Chipotle Development Team              | États-Unis | 121 |
| 11. | Bissell Cycling                        | États-Unis | 98  |
| 12. | RealCyclist.com                        | États-Unis | 91  |
| 13. | Team Type 1-Sanofi Aventis             | États-Unis | 87  |
| 14. | D'Angelo & Antenucci-Nippo             | Italie     | 67  |
| 15. | Ora Hotels Carrera                     | Hongrie    | 64  |
| 16. | Kenda-5 Hour Energy                    | États-Unis | 58  |
| 17. | Kelly Benefit Strategies-OptumHealth   | États-Unis | 57  |
| 18. | Amore & Vita                           | Ukraine    | 50  |
| 19. | Colombia es Pasión-Café de Colombia    | Colombie   | 48  |
| 20. | Trek Livestrong U23                    | États-Unis | 48  |

### Classements par nations
| #   | Pays                            | Pts    |
| 1.  | Colombie                        | 1808,2 |
| 2.  | Venezuela                       | 914,2  |
| 3.  | Brésil                          | 696    |
| 4.  | Argentine                       | 598,67 |
| 5.  | Canada                          | 571,25 |
| 6.  | États-Unis                      | 477    |
| 7.  | Uruguay                         | 422    |
| 8.  | Chili                           | 416    |
| 9.  | Cuba                            | 281    |
| 10. | Costa Rica                      | 248    |
| 11. | Mexique                         | 167    |
| 12. | Équateur                        | 141    |
| 13. | Belize                          | 140    |
| -   | Suriname                        | 140    |
| -   | Salvador                        | 140    |
| 16. | Antigua-et-Barbuda              | 125    |
| 17. | Sainte-Lucie                    | 122    |
| 18. | Bolivie                         | 104    |
| 19. | Antilles néerlandaises          | 92     |
| 20. | Guyana                          | 86     |
| -   | Saint-Vincent-et-les-Grenadines | 86     |

| #   | Pays (U23)                      | Pts    |
| 1.  | Venezuela                       | 374    |
| 2.  | États-Unis                      | 358    |
| 3.  | Colombie                        | 172    |
| 4.  | Argentine                       | 120,67 |
| 5.  | Canada                          | 67     |
| 6.  | Antilles néerlandaises          | 66     |
| 7.  | Belize                          | 60     |
| 8.  | Brésil                          | 50     |
| 9.  | Antigua-et-Barbuda              | 40     |
| 10. | Salvador                        | 36     |
| 11. | Sainte-Lucie                    | 30     |
| 12. | Chili                           | 29     |
| 13. | Mexique                         | 28     |
| 14. | Saint-Vincent-et-les-Grenadines | 16     |
| 15. | Cuba                            | 13     |
| 16. | Suriname                        | 10     |
| 17. | Panama                          | 7,67   |